# Putot-en-Auge
Putot-en-Auge is een gemeente in het Franse departement Calvados (regio Normandië) en telt 330 inwoners (1999). De plaats maakt deel uit van het arrondissement Lisieux.
De deels romaanse kerk van Putot-en-Auge heeft een 12e-eeuws rechthoekig koor met arcaden en een gebeeldhouwd zuidportaal. Op het kerkhof rondom de kerk bevinden zich de graven van 32 Britse soldaten uit de Tweede Wereldoorlog. Naast de kerk ligt een landhuis (manoir) uit de 18e eeuw.
In de gemeente ligt het gesloten spoorwegstation Dozulé-Putot.

## Geografie
De oppervlakte van Putot-en-Auge bedraagt 6,6 km², de bevolkingsdichtheid is 50,0 inwoners per km².
Putot-en-Auge ligt op ongeveer 8 km van de zee, ten zuiden van Dives-sur-Mer en Cabourg.
De onderstaande kaart toont de ligging van Putot-en-Auge met de belangrijkste infrastructuur en aangrenzende gemeenten.

## Demografie
Onderstaande figuur toont het verloop van het inwonertal (bron: INSEE-tellingen).
Vanwege een beveiligingsprobleem met de MediaWiki Graph-software is het momenteel niet mogelijk deze grafiek weer te geven. Zodra de software is bijgewerkt zal de grafiek vanzelf weer zichtbaar worden.

## Foto's

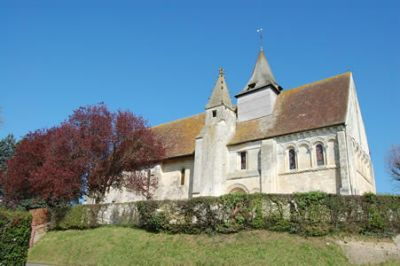
Kerk van Putot-en-Auge
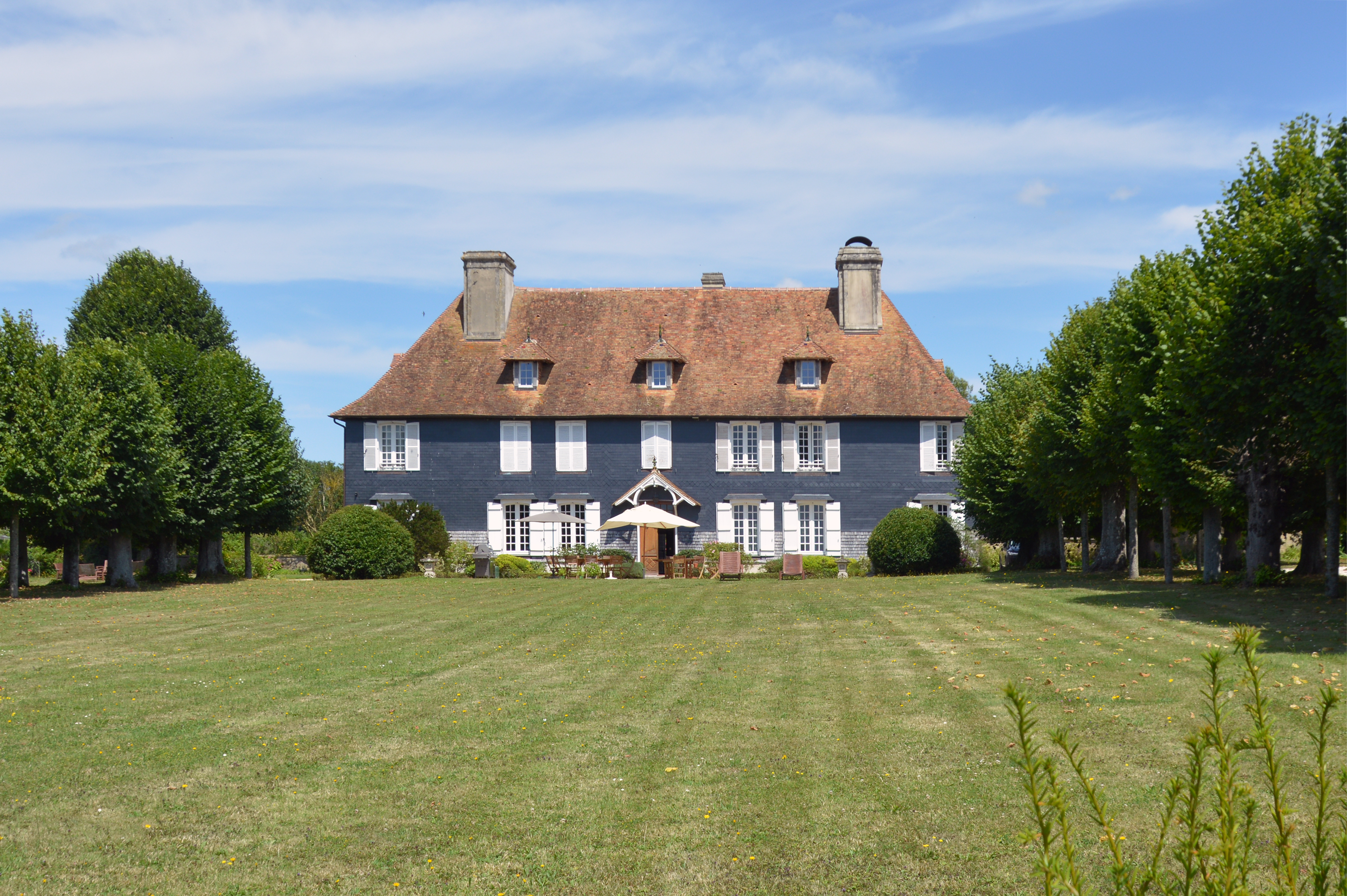
Manoir van Putot-en-Auge

1. ↑  Populations de référence 2022.